# GUITARHYTHM V
『GUITARHYTHM V』（ギタリズム・ファイブ）は、日本のミュージシャン、布袋寅泰の13枚目のアルバムである。

## 解説
｢GUITARHYTHM｣シリーズとしては、『GUITARHYTHM IV』以来15年ぶりのオリジナルアルバムである。
当初、このアルバムを「GUITARHYTHM」の復活作にすることは全く考えていなかったという。前作『AMBIVALENT』に伴って行われた「HOTEI and The WANDERERS FUNKY PUNKY TOUR 2007-2008」において「8ビートの封印」と「コンピュータを使用しない生のバンドサウンドの極限」を味わった反動から、「モダンなビート」「テクノロジー」をアルバムコンセプトとして突き詰めていき、そして最初に「SUNSHINE OF YOUR LOVE」のデモが完成した際、「この感じ、GUITARHYTHMかも・・・」と捉えたことが「GUITARHYTHM」再始動へのきっかけとなった。
現在の何でも出来てしまうコンピューターを"オモチャ"として捉え、テクノロジーを駆使するのではなくマシンはマシンのままで良いという考えのもとで、「構築しない」をテーマにデジタル・ミュージックでありながら主張するものを目指して制作された。また「言葉のリズム」を本作の新たな挑戦としている。
アルバムリリースに際してのインタビューでは「世の中のイメージである"ワイルドな布袋寅泰"にちょっと疲れてきたというか、本来の自分に戻りたかったというのがあったのかもしれない。これまで「GUITARHYTHM」という言葉を出すとどこか後ろめたい気持ちがあったし、過去に戻る気もなかった。でも今回久々に「GUITARHYTHM」を自分の中に灯したら、すごく楽になった。バンドだからBOØWYには帰れないけど、「GUITARHYTHM」には帰れたって感じ」と語っている。
オリジナルアルバムとしては『SUPERSONIC GENERATION』以来、11年ぶりにチャート上でベスト5入りを獲得した。
アルバム発売日に布袋はNHKのSONGSに出演している。
アルバムリリースに際し、布袋は以下の一文を記している。
| 「 | GUITARHYTHM RETURNS 2008 21世紀、果たしてロックンロールは進化を遂げただろうか？ SFの父アーサー・C・クラーク「2001年宇宙の旅」、フィリップ.K.ディック「ブレードランナー」etc... 狂気のロマンチストたちが描いた未来が今、我々の目の前にある。 コンピューターワールドの住人たちは見知らぬ相手と仮想世界で交信を続けている。 世界はネットワーク化され情報は何でも手に入る。（それが大いなる嘘であったとしても!） 偉大なロック・マシーンはハードディスクの中に眠っている。 ファイルを開けば夢のヴィンテージサウンドが一瞬にして手に入る。 キーを押せばビートが飛び出し、オーケストラの指揮者にだってなれる。 そう誰でもベートーベンになりきってロックできる時代が来たのだ！ ダンスを踊れない人間がダンスミュージックを作ってる。 匿名でしか意見を言えない臆病者が、世界を支配したつもりで笑ってる。 路上で歌う未来のロックスターはラブソングしか歌えないらしい。 進化しながら退化した人類は、次第に過去に夢を馳せるだろう。 インターネットも携帯電話も高層ビルもサプリメントも存在しなかった時代に「溢れる衝動と想像力」のみによって生まれた芸術の数々にひれ伏すだろう。 あれから20年...。 私は≧GUITARHYTHM≦の世界に戻る。 タイムカプセルであのロックンロール黄金時代に還る。 甘美で危険な夢をもう一度見たいのだ。 昔も、今も、そして未来でも、コンピューターはギターを弾けない。 ギタリストにとってコンピューターは可愛いオモチャでしかない。 ※GUITARHYTHM BOX収録の「SPECIAL PREVIEW CD for next original album GUITARHYTHM V」ブックレットより | 」 |

## 録音
｢GUITARHYTHM｣シリーズでは初の日本録音であり、コブクロの小渕健太郎や大沢伸一、KREVAなど数多くの日本のミュージシャンがゲスト参加している。レコーディングには約半年を費やしており、「『GUITARHYTHM II』は一ヶ月で全曲作ったけど、今回は半年もかけた(笑)」と布袋は語っている。
全曲国内にてレコーディングされたが、マスタリングはロンドンにて行われた。布袋曰く「やっぱりロンドンに行かないと締まらなくて」とのこと。

## リリース
2009年2月18日にEMIミュージック・ジャパン/ヴァージンよりリリースされた。
「GUITARHYTHM」再始動の第一弾として2008年にリリースされた『GUITARHYTHM BOX』には、本作の予告編CDが収録されている。また本作を特集した「別冊カドカワ」も発売された。

## アートワーク
アートディレクションをかつてGUITARHYTHMシリーズ全作に携わった永石勝が再び務めている。

## ツアー
本作を受けてのツアーは『GUITARHYTHM V TOUR』と題し、2009年4月27日のウェルシティ東京を皮切りに20都市全22公演を行っている。
ツアーに向けて新たにメインギター「TE-HT」のグラマラスモデルが製作された他、ツアーグッズとして「ZO-3」モデルのオリジナルギターが発売され、ステージ上でもアンコールのセッションで使用している。
ツアーメンバーはレコーディングにも参加した岸利至、前回ツアーにも参加したスティーヴ エトウ、前年行われた東大寺での『SPECIAL LIVE-Fly Into Your Dream-』にも参加したナスノミツル、そしてザッカリー・アルフォードが『HOTEI ROCK THE FUTURE 2003-2004 DOBERMAN TOUR』以来5年ぶりに復帰した。
ツアーファイナルである6月15日、6月16日のウェルシティ東京公演にはLOVEがゲストで登場、本作で参加した「BEAUTIFUL MONSTERS」にて共演を果たした。6月16日のみ「DANING WITH THE MOONLIGHT」でも共演している。
ツアーの模様は、6月15日のウェルシティ東京公演を収めたライブDVD『GUITARHYTHM V TOUR』としてリリースされた。

## 収録曲
| 全編曲: 布袋寅泰。 |                                       |                                      |                                      |       |
| #                  | タイトル                              | 作詞                                 | 作曲                                 | 時間  |
| 1.                 | 「GUITARHYTHM RETURNS」               | ハービー山口・LENNY ZAKATEK          | 布袋寅泰                             | 1:14  |
| 2.                 | 「INTRO ～Welcome to G.V～」          |                                      | 布袋寅泰                             | 0:52  |
| 3.                 | 「DECALOGUE」                         | 森雪之丞                             | 布袋寅泰                             | 4:02  |
| 4.                 | 「SCIENCE KILLED THE FUTURE」         | 森雪之丞                             | 布袋寅泰                             | 4:28  |
| 5.                 | 「SUNSHINE OF YOUR LOVE」             | Pete Brown・Jack Bruce・Eric Clapton | Pete Brown・Jack Bruce・Eric Clapton | 4:37  |
| 6.                 | 「風の銀河へ」                        | 小渕健太郎                           | 布袋寅泰                             | 4:43  |
| 7.                 | 「TiC TaC」                           | 布袋寅泰                             | 布袋寅泰・FUMIYA                     | 5:22  |
| 8.                 | 「VICIOUS BEAT CLASHERS」             |                                      | 布袋寅泰・大沢伸一                   | 4:59  |
| 9.                 | 「OPUS」                              |                                      | 布袋寅泰                             | 1:46  |
| 10.                | 「BEAUTIFUL MONSTERS featuring LOVE」 | 森雪之丞                             | 布袋寅泰・野崎良太                   | 6:14  |
| 11.                | 「アストロノーツ」                    | 森雪之丞                             | 布袋寅泰                             | 3:38  |
| 12.                | 「PSYCHO DISCO」                      | 布袋寅泰                             | 布袋寅泰                             | 5:26  |
| 13.                | 「COSMIC PIRATES」                    | 森雪之丞                             | 布袋寅泰                             | 5:19  |
| 14.                | 「天空のDIVA」                        |                                      | 布袋寅泰                             | 3:52  |
| 15.                | 「APPLES」                            | 會田茂一                             | 布袋寅泰・會田茂一                   | 4:33  |
| 16.                | 「NO TURNING BACK」                   | KREVA                                | 布袋寅泰                             | 5:08  |
| 17.                | 「OUTRO ～To be continued～」         |                                      | 布袋寅泰                             | 0:53  |
| 合計時間:          | 合計時間:                             | 合計時間:                            | 合計時間:                            | 67:06 |

### 楽曲解説
1. GUITARHYTHM RETURNS
『GUITARHYTHM II』収録曲「GUITARHYTHM REPRISE」の、ギター・オーケストレーションバージョン。
2. INTRO ～Welcome to G.V～
クリス・ペプラーによる「GUITARHYTHM」宣言。
3. DECALOGUE
ギターソロは中近東のメロディーをモチーフにしたものである。
4. SCIENCE KILLED THE FUTURE
5. SUNSHINE OF YOUR LOVE
CREAMのカヴァー。デモテープはこの曲から作られた。
前述の通り、デモが完成した際、「この曲はGUITARHYTHMっぽい」と感じたことが、本作を「GUITARHYTHM」と銘打つきっかけともなっている。
6. 風の銀河へ
小渕健太郎との共作であり、上述の「SONGS」にて彼との共演がオンエアーされた。
7. TiC TaC
中盤の各国語でカウントが繰り返される箇所の日本語の声に本島美和が参加している。[1][6]
8. VICIOUS BEAT CLASHERS
大沢伸一との共作であり、布袋曰く「本作で最も過激なトラック」。[1]
9. OPUS
ギター1本のみで構成されているインストゥルメンタル。
スタジオに独り篭って数時間ギターを弾いているうちに出来ていた楽曲とのこと。[1]
10. BEAUTIFUL MONSTERS featuring LOVE
LOVEへのフィーチャリング曲であり、野崎良太との共作。
11. アストロノーツ
「宇宙飛行士が宇宙で自殺を計ったら？」というテーマで作られた楽曲。[1]
ラストのノイズは、エンジニアがミックスの最中に誤って出してしまった音をそのまま採用したもの。[1]
12. PSYCHO DISCO
アーケードゲーム『STARHORSE2 FINAL DESTINATION』のBGMに使用された。
13. COSMIC PIRATES
中盤の台詞はサンディーのアドリブによるもの。[1]
14. 天空のDIVA
中丸三千繪のオペラボイスとギターのユニゾンによるインストゥルメンタル。
15. APPLES
會田茂一との共作。
布袋曰く「中盤のピアノが入ってからの英国趣味丸出しの展開は俺の切り札」。[1]
16. NO TURNING BACK
KREVAとの共作。
当初は別のテーマを歌詞にする予定だったが、結果的にKREVAは現在の形のものを書き上げてきた。[1]
17. OUTRO ～To be continued～

## 参加アーティスト
- 布袋寅泰 - ボーカル(#1,#3～#7,#10～#13,#15,#16)、ギター(#1,#3～#16)、キーボード(#3～#7,#13,#15,#16)、ベース(#4～#8,#10,#12,#13,#15,#16)、ボイス(#8)
- 岸利至 - プログラミング(#1～#6,#13,#16,#17)、オーディオエディット(#1,#3～#7,#10,#13,#15～#17)
- スティーヴ・エトウ - パーカッション(#3,#4,#16)
- 福富幸宏 - プログラミング(#11,#12,#14)
- 高尾直樹 - コーラス(#13,#16)
- YUKA - コーラス(#13,#16)
- JILL - コーラス(#15,#16)
- 大沢伸一 - ギター(#8)、ベース(#8)、プログラミング(#8)
- 野崎良太 - プログラミング(#10)、キーボード(#10)
- 會田茂一 - ギター(#15)、プログラミング(#15)
- LENNY ZAKATEK - ゴスペルコーラス(#1)
- JEFF PATTERSON - ゴスペルコーラス(#1)
- LINDA TAYLOR - ゴスペルコーラス(#1)
- DAWN KNIGHT - ゴスペルコーラス(#1)
- KATHERINE WOOD - ゴスペルコーラス(#1)
- BEVERLEY SKEETE - ゴスペルコーラス(#1)
- クリス・ペプラー - ナレーション(#2)
- 小渕健太郎 - コーラス(#6)
- FUMIYA - プログラミング(#7)
- LOVE - ゲストボーカル(#10)
- サンディー - ゲストボーカル(#13)
- 中丸三千繪 - オペラコーラス(#14)
- 4106(BRAZILIANSIZE) - ベース(#15)